# ハルと魔法のカギ
『ハルと魔法のカギ』（ハルとまほうのカギ）は、原作・武内昌美、作画・白雪バンビによる日本の少女漫画。『ちゃお』（小学館）にて、2013年3月号から同年12月号まで連載された。

## あらすじ
何をやってもダメで、周りの子よりもドジな悠香（はるか）は、うまくクラスに馴染めずにいた。ある日ひょんなことから異世界アスールに迷い込み、そこでレオンとミルクに出会う。レオンは悠香にずっと待っていたことを伝え、彼女に金の鍵を渡した。その後ドラゴンに変身したミルクに再びアスールに連れて行かれると、レオンから悠香はこの世界を銀の魔法使いから救う救世主だと言われてしまった。果たして、悠香の運命やいかに。

## 登場人物
八木 悠香（やぎ はるか） / ハル
主人公。何をやってもドジを踏んでしまう自分を変えたいと思っている女の子。
アスールでは、金の鍵を司る金の魔法使いとして、クロウルや銀の魔法使いに関わっていくようになる。
レオン
水を司る青の魔法使いの少年。
愛国心が強くクロウルを倒したいと思っているが、金の魔法使いであるハルにしか倒せないため、ずっと彼女を待っていた。
水を操ることができるものの、幼い頃に水の事故で母親を亡くしたことのショックで、少し水に恐怖心がある模様。
ハルの夢の中でレオンにソックリな少年が出てくるが、彼であるかは不明。
植野 千尋（うえの ちひろ）
ハルの幼馴染で、クラスメイト。ハルからは「ちーちゃん」と呼ばれているが、本人は嫌がっている。
ハルが獄谷グループ（後述）に絡まれた時に彼女を助けようとしたが、突然ドラゴン化したミルクに連れられて、アスールに来てしまう。
頭が良く何でも出来るため、幼い頃はいつもハルと比較されていた。
ミルク
金の鍵を守るドラゴン。普段はヒツジとイヌをあわせたような可愛らしい姿をしている。
作品のお便りコーナーでは、「ミルクはどんな動物がモデルですか」という読者からの質問に対し、作者の白雪は「動物と言うか・・・靴下です」と答えている。ハルの心に共鳴すると真の姿を現す。
お菓子が大好きで、食べるときはワイルドになる。
もっちゃん
ハルの友人で、いつも彼女を助けている。
銀の魔法使い曰く強大な魔力の持ち主であり、現在銀の魔法使いに操られている。
本名は「安達もと子」。
銀の魔法使いに操られている時は性格が急変し、ハルを襲ったが、ハルのおかげで元に戻ることができた。
獄谷グループ（ごくたに）
ハル達の通う学校にいる不良男子グループ。同級生や教師に暴行を加えたり、学校の物を壊したりするなど、さまざまな問題を起こしている。
ハル達が銀の魔法使いの力によって一度アスールから人間界に戻ってきた時には、なぜか人柄が変わっていた。
タカ
レオンの友人。ドS。
ブルー
タカと一緒にいるドラゴン。ミルクの兄貴分で、普段はヒツジとネコをあわせたような姿をしている。
ミルクと同じく、共鳴すると真の姿を現す。
増刊号ではミルクと共に人間の男の子に変身したことがある。
司祭
修道院の主である初老の男性。
クロウル退治をするレオンとタカのことを心配している。
ラッセル
ヴェルデ国から来た緑の魔法使いの青年。大地の力を操る。
常に無表情で、ぼそぼそしゃべる。
ヴィーグ
ロッサ国から来た赤の魔法使いの少年。炎の力を操る。
日本の着物のような服装に、長い髪をポニーテールにしている。
銀の魔法使い（本名不明）
強大な魔力を操り、アスールを混乱に陥れる邪悪な魔法使い。
もっちゃんを洗脳して仲間に引き入れ、ハルたちの命を狙っている。

### 5人の魔法使い
赤の魔法使い
炎の力を操る。
青の魔法使い
水を操り、結界を張ることができる。
緑の魔法使い
大地の力を操り、地震を止めたりできる。
金の魔法使い
太陽の力を操る魔法使い。クロウルを倒せる唯一の存在。
銀の魔法使い
月の力を操る魔法使い。綺麗な心を奪い、世界を戦争に導いた闇の存在。クロウルを生み出す銀の鎖を操る。

## 作中用語
アスールの伝説
大昔、アスールは仲のよい5人の魔法使いによって守られていた。ところが銀の魔法使いが裏切り、アスールを醜いだけの世界に変えてしまった。アスールを救えなかった金の魔法使いは、自分の命と引き換えに銀の魔法使いを封印した。
アスール
ドラゴンと人間が共生する魔法の国。国の周辺は森林と山に囲まれており、そこにレオンたちが住む集落が存在する。一見、平和だが悪しき魔法にかかったクロウルがそこらじゅう暴れており、この世界の問題となっている。
クロウル
銀の魔法使いの魔法によって、凶暴化した怪物。クロウルの首の銀の鎖には人を愛する心を失う魔法がかけられており、それは金の魔法使いにしか解けない。
金の鍵
銀の鎖と対になるアイテム。銀の魔法使いの象徴である月をあしらった金色の鍵となっている。
銀の鎖
金の鍵と対となるアイテム。銀色の鎖と錠前が一体となっている。